# Реместлянка
Реместлянка (бел. Рамясцвянка) — река в Мстиславском и Горецком районах Могилевской области Белоруссии, левый приток реки Быстрая (бассейн Днепра). Длина 49 км, площадь водосбора 291 км²
Река начинается у деревни Ремество Мстиславского района. В среднем течении перетекает в Горецкий район. Течёт преимущественно по Горецкой-Мстиславльской равнине. На первых километрах река течёт на юго-восток, вскоре поворачивает на северо-восток, затем ещё раз поворачивает и основную часть течения течёт на северо-запад.
Долина реки трапециевидная, шириной от 0,2 до 1 км. Ширина реки до 15 м. В верховье пересыхает. Принимает сток из ручьёв и мелиоративных каналов.
Около деревни Курманово на реке запруда.
Основной приток — Ледня (справа).
Долина реки плотно заселена. Река протекает деревни Ремество, Славное, Черноусы, Бол. Пацково, Ивоны, Курманово, Раздел, Осиновка, Вышово, Глинье (Мстиславский район); Чеплеевка, Коптевка, Голенки, Пневщина, Садок и Студенец (Горецкий район).
Впадает в Быструю на северо-восточной окраине деревни Кледневичи.